# Cessna 411
Cessna C411 je lahko dvomotorno propelersko letalo, ki ga je zasnovala Cessna v 1960ih. Ob času prvega leta (1962) je bil največje Cessnino poslovno letalo, če ne upoštevamo neuspešne Cessne 620. Na podlagi Modella 411 so razvili Cessno 421 s presurizirano kabino.

## Specifikacije
Podatki iz Jane's All The World's Aircraft 1965-66; Taylor 1965, p.210
Splošne karakteristike
- Posadka: 1 ali 2
- Število sedežev: 4-6 potnikov
- Dolžina: 33 ft 5½ in (10,20 m)
- Razpon kril: 39 ft 10¼ in (12,15 m)
- Višina: 11 ft 6½ in (3,52 m)
- Površina kril: 200 ft² (18,58 m²)
- Teža praznega letala: 3820 lb (1733 kg)
- Maks. vzletna teža: 6500 lb (2948 kg)
- Pogon letala: 2 ×  Turbopolnjeni 6-valjni protibatni bencinski motor Continental GTSIO-520, 340 KM (254 kW)  vsak

 Zmogljivost 
- Maks. hitrost: 268 mph (233 vozlov, 431 km/h) na višini 16000 ft (4875 m)
- Potovalna hitrost: 224 mph (195 vozlov, 360 km/h) na višini 10000 ft (3050 m) (75% moč)
- Hitrost porušitve vzgona: 84 mph (73 vozlov, 135 km/h) (s spuščenimi zakrilci)
- Doseg: 1300 milj (1130 nmi, 2090 km)
- Višina leta: 26000 ft (7925 m)
- Hitrost vzpenjanja: 1600 ft/min (8,2 m/s)